# 宮地村 (福岡県)
宮地村（みやじむら）は、福岡県宗像郡にあった村。現在の福津市の一部にあたる。

## 地理
今川の右岸、対馬見山の北麓に位置していた。

## 歴史

### 沿革
- 1889年（明治22年）4月1日 - 宗像郡宮司村、在自村、須多田村、大石村、奴山村が合併して村制施行し、宮地村が設立[1][2]。
- 1909年（明治42年）4月1日 – 宗像郡津屋崎町と合併し津屋崎町が存続して廃止された[1][2]。

### 地名の由来
宮地嶽神社による。